# Fulcherio di Angoulême
Fulcherio di Angoulême (anche Folco; ... – 20 novembre 1157) fu arcivescovo di Tiro dal 1134 e patriarca latino di Gerusalemme dal 1146 alla morte.
(Guglielmo di Tiro, Historia rerum in partibus transmarinis gestarum)

## Biografia
Fulcherio era originario di Angoulême, in Francia, fu abate di Celles-sur-Belle e andò a Gerusalemme durante lo scisma tra Papa Innocenzo II e Antipapa Anacleto II nel 1131, perché il vescovo di Angoulême appoggiava Anacleto mentre Fulcherio era dalla parte di Innocenzo.
A Gerusalemme servì come canonico della Basilica del Santo Sepolcro e nel 1134 succedette come Arcivescovo di Tiro a Guglielmo I (da non confondere con lo storico che fu il secondo arcivescovo di Tiro di nome Guglielmo).
Egli fu consacrato da Guglielmo di Malines, Patriarca di Gerusalemme, ma andò fino a Roma per ricevere il pallium da Innocenzo II; il Patriarca Guglielmo si sentì offeso e trattò male Fulcherio al suo ritorno, ma Innocenzo II rimproverò Guglielmo e minacciò di porre Tiro direttamente sotto l'autorità di Roma o sotto quella del Patriarca latino di Antiochia.
Questo episodio fa parte della controversia in corso in merito a quale Patriarcato dovesse avere giurisdizione sull'arcidiocesi di Tiro: nel passato Tiro era soggetta ad Antiochia ma, dopo la conquista crociata nel 1124, divenne suffraganea di Gerusalemme che aveva maggior peso politico;
alla fine Tiro rimase sotto la giurisdizione di Gerusalemme.
Nel 1139 Fulcherio partecipò all'assedio di Banyas e, nel dicembre dello stesso anno, presenziò a un sinodo in Antiochia.
Il Patriarca Guglielmo di Malines morì nel 1145 e il 25 gennaio 1146 Fulcherio divenne Patriarca di Gerusalemme.
Nacque una controversia sulla successione a Tiro tra Rodolfo, il cancelliere di Gerusalemme, e Pietro di Barcellona; Rodolfo non fu mai consacrato e Pietro alla fine divenne arcivescovo.
Nel 1148 Fulcherio fu tra coloro che accolsero Corrado III di Germania al suo arrivo a Gerusalemme con la Seconda crociata.
Egli fu anche inviato incontro al re Luigi VII di Francia, che si era fermato ad Antiochia, Fulcherio persuase Luigi a continuare fino a Gerusalemme piuttosto che restare ad Antiochia o a Tripoli, entrambe le quali erano governate da suoi parenti.
In giugno, Fulcherio prese parte al Concilio di Acri, dove fu presa la decisione di attaccare Damasco, che portò al fallimento della Seconda crociata.
Il 15 luglio 1149 Fulcherio dedicò la rinnovata Basilica del Santo Sepolcro, che era stata ristrutturata ed ingrandita nel corso dei 50 anni precedenti, a partire dalla fondazione del regno crociato; l'edificio era in stile romanico come numerose chiese europee.
Nel 1152, Fulcherio intervenne nella controversia tra re Baldovino III di Gerusalemme e sua madre Melisenda di Gerusalemme:
Baldovino III aveva tredici anni quando ereditò il trono, alla morte di suo padre re Folco, nel 1143, ma Melisenda continuò a governare come reggente anche quando Baldovino divenne maggiorenne, nel 1148. Nacque una controversia che portò ad un conflitto armato nel 1152, e Fulcherio tentò inutilmente di negoziare la pace; alla fine fu Baldovino ad uscire vittorioso dal conflitto.
Nel 1153 Fulcherio era presente all'assedio di Ascalona, portando la reliquia della Vera Croce.
Nel 1155 fu coinvolto in una controversia con i Cavalieri Ospitalieri, che rifiutavano di pagare le decime alla chiesa; essi arrivarono a interrompere le preghiere di Fulcherio al Santo Sepolcro e a un certo punto, secondo Guglielmo di Tiro, lanciarono frecce nella chiesa.
Fucherio e gli altri prelati d'Outremer andarono fino a Roma a lamentarsi direttamente a Papa Adriano IV.
Nel 1156 Fulcherio si oppose al matrimonio tra Amalrico, Conte di Giaffa ed Ascalona, ed Agnese di Courtenay a causa della consanguineità dei coniugi: essi infatti avevano un trisnonno in comune, Guido I di Montlhéry, e pare che i due abbiano dovuto attendere la morte del patriarca per convolare a nozze.
Fulcherio morì il 20 novembre 1157; Guglielmo lo descrive come "un uomo molto vecchio, quasi centenario."